# Eva Nagy
Eva Nagy (née le 14 novembre 1921 à Aiud, morte le 9 octobre 2003 à Vienne) est une peintre autrichienne.

## Biographie
Nagy est la fille de Domokos Nagy, directeur d'une coopérative de consommation régionale, et de Piroska Kovács, enseignante. En 1938, elle entame une étude de deux ans à l'Académie de dessin et de peinture de Cluj-Napoca, dirigée par István Toth et Sándor Szopos.
En 1943, elle épouse Béla Piskolti, dont elle a un fils. Béla Piskolti, officier sur le front voisin, est capturé en septembre 1944 par les troupes soviétiques qui viennent. Pendant les mois d'automne et d'hiver de 1944-1945, Nagy et son bébé passent des mois à fuir les forces de l'armée rouge. Les œuvres ultérieures de Nagy révèlent les traces de cette expérience traumatique. En 1949 et 1950, elle étudie à nouveau le dessin et la peinture à l'école des beaux-arts de Cluj-Napoca. En septembre 1950, après la libération de son mari de la captivité soviétique et son rapatriement en Hongrie, elle émigre en Hongrie avec son fils afin de réunir sa famille. À Budapest, elle étudie de 1950 à 1954 à l'université hongroise des beaux-arts auprès de Bertalan Pór. En 1954, elle obtient son diplôme. Au printemps 1952, Nagy divorce de Béla Piskolti. En 1953, elle épouse Károly Somogyi, avec laquelle elle est mariée jusqu'en 1956. Après la répression de l'insurrection de Budapest à l'automne 1956, Nagy s'enfuit avec son fils en janvier 1957 en Autriche.

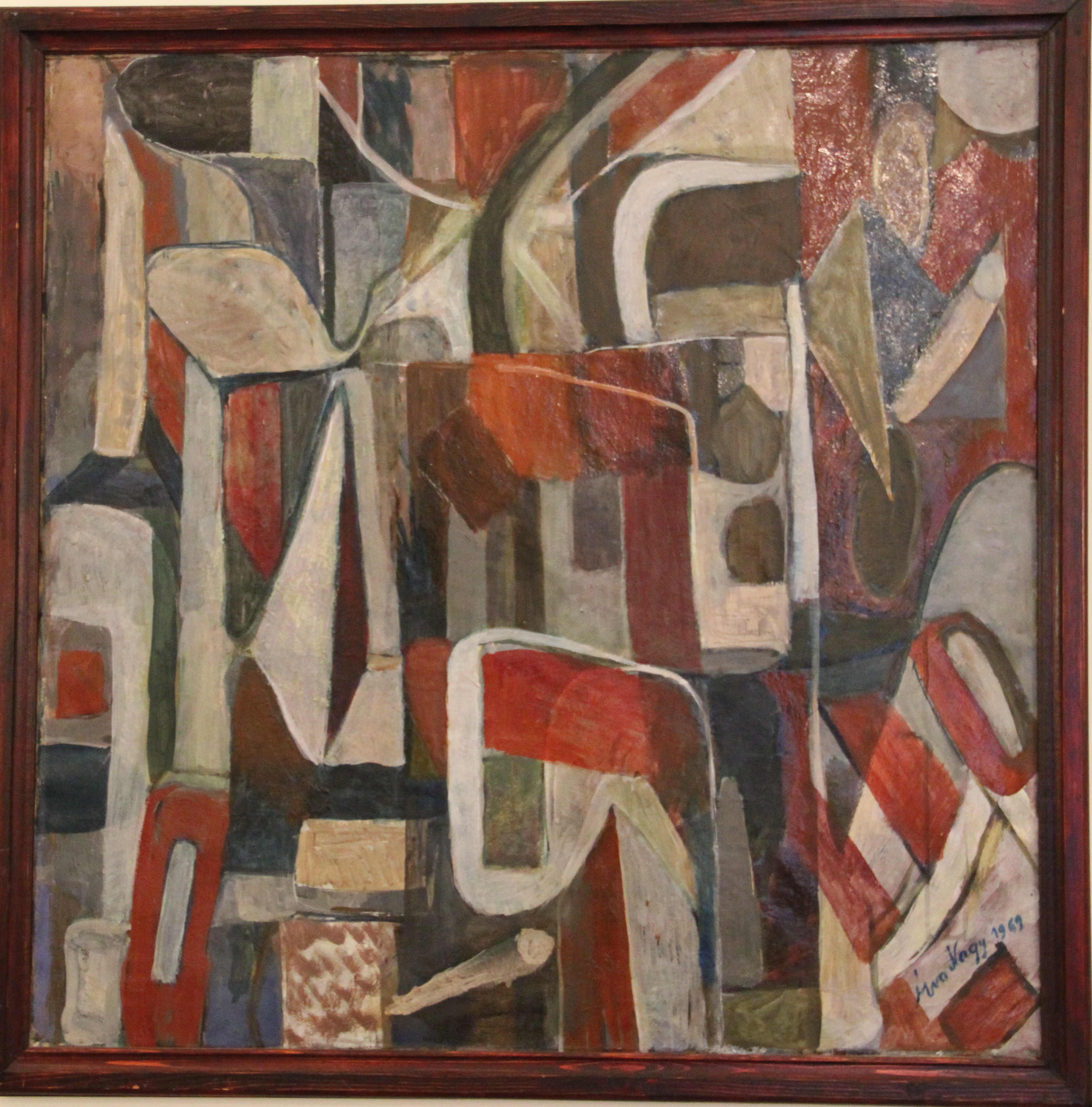
Les Couleurs du drapeau français, 1969

À partir de 1957, elle poursuit ses études à l'Académie des beaux-arts de Vienne auprès d'Albert Paris Gütersloh. Elle reçoit une bourse Rockefeller, avec laquelle elle peut gagner sa vie jusqu'au début 1962. En 1965, Ernst Fuchs, qui dirige sa propre galerie à cette époque, organise la première exposition personnelle de Nagy en Autriche. De 1967 jusqu'à sa mort en 2003, elle a l'aide du département de la culture de la ville de Vienne et du gouvernement fédéral, d'abord du ministère fédéral de l'Education, de la Science et de la Culture, puis de la section des affaires artistiques de la chancellerie fédérale.